# Çamlıyurt, Genç
Çamlıyurt là một xã thuộc huyện Genç, tỉnh Bingöl, Thổ Nhĩ Kỳ. Dân số thời điểm năm 2010 là 43 người.